# Thomas Schunck
Thomas Schunck (* 12. April 1955 in Münster) ist ein deutscher Journalist. Er war bis zum Beginn des Ruhestands am 1. Oktober 2019 Sprecher des Ministeriums für Bildung, Wissenschaft und Kultur in Kiel/Schleswig-Holstein. Zuvor war er Chefredakteur des Zeitungsverlags Schwerin mit den Zeitungen Schweriner Volkszeitung, Norddeutsche Neueste Nachrichten und Der Prignitzer, davor Chef vom Dienst und Vertreter eines Chefredakteurs beim Schleswig-Holsteinischen Zeitungsverlag (sh:z) in Flensburg. Schunck arbeitet heute als freier Redakteur und Autor print und online.

## Werdegang
Schunck durchlief ab 1981 nach Studium und Staatsexamen (Germanistik u. a.) an der Westfälischen Wilhelms-Universität in Münster die journalistische Ausbildung (Volontariat) bei der Münsterschen Zeitung und war dort Redakteur und Reporter in der Stadtredaktion Münster. 1987 folgte er dem Ruf zum damaligen Flensburger Zeitungsverlag (FZV) und arbeitete als Reporter in Flensburg. 1989 übernahm er die Ressortleitung der Stadtredaktion Flensburg und leitete ab 1993 als Chef vom Dienst und Vertreter eines Chefredakteurs die Nachrichtenzentrale des Verlages, der nach Zukäufen von kleineren Verlagen als Schleswig-Holsteinischer Zeitungsverlag (sh:z) firmiert. Die Redaktion erhielt im Jahr 2000 den Konrad-Adenauer-Preis für das multimediale Geschichts-Langzeit-Projekt „Jahrhundert-Story“.
2005 übernahm Schunck als Chefredakteur die redaktionelle Führung des Zeitungsverlags Schwerin (ZVS), den der sh:z vom Burda-Verlag übernommen hatte. Schunck baute die Redaktion um, installierte den Newsdesk, an dem Print- und Online-Redakteure über Ressortgrenzen hinweg die Zeitung machen und führte mit dem Verlag ein neues Redaktionssystem ein. Diese Umstrukturierung war mit einem erheblichen Umbau und damit auch Personalreduzierungen verbunden, führte aber gleichzeitig zu einer breit anerkannten Steigerung der journalistischen Qualität der Zeitungen des Verlages. Mit der Redaktion erhielt er mehrere Preise, darunter 2005 den Sonderpreis der Konrad-Adenauer-Stiftung für das Magazin „Vertrauen in die Zukunft“ zum deutsch-deutschen Feiertag am 3. Oktober. Die Zeitungen des Verlages erhielten zudem mehrere European Newspaper Awards für hervorragende Themen-Präsentation und hervorragendes Zeitungs-Layout.
2004 wurde Schunck in den Deutschen Presserat berufen und arbeitete bis 2006 drei Jahre lang in diesem Selbstkontrollgremium der deutschen Print-Presse, das sich ethischen und handwerklichen Fragen des Journalismus widmet und Verstöße gegen die Regeln des anständigen journalistischen Arbeitens rügt. Im Januar 2009 war Schunck als Mitveranstalter der Bundeszentrale für politische Bildung Motor des in der Branche vielbeachteten Zeitungskongresses „Print mal Online gleich Qualität hoch zwei“ in Schwerin, den Bundeskanzlerin Angela Merkel eröffnete.
Im Dezember 2009 folgte er dem Ruf zum Ministerium für Bildung und Kultur (später „Ministerium für Bildung und Wissenschaft“, „Ministerium für Schule und Berufsbildung“ und heute „Ministerium für Bildung, Wissenschaft und Kultur“) und verließ den Zeitungsverlag Schwerin, der sich künftig lokaler als bisher aufstellen wollte und weitere Personalreduzierungen plante.

## Bücher
Thomas Schunck ist Mitherausgeber der Bücher:
- Vision MV – Ideen für unser Land (ISBN 3-00-018206-3)
- Weltklasse – 100 Anekdoten aus MV (ISBN 978-3-356-01250-7)